# Richard Wilbur
Richard Purdy Wilbur (New York, 1921. március 1. – Belmont, Massachusetts, 2017. október 14.) amerikai költő, műfordító.

## Művei

### Verseskötetek
- The Beautiful Changes, and Other Poems (1947)
- Ceremony, and Other Poems (1950)
- A Bestiary (1955)
- Things of This World (1956)
- Advice to a Prophet, and Other Poems (1961)
- Walking to Sleep: New Poems and Translations (1969)
- The Mind-Reader: New Poems (1976)
- New and Collected Poems (1988)
- Mayflies: New Poems and Translations (2000)
- Collected Poems, 1943–2004 (2004)
- Anterooms (2010)

### Prózai művek
- Responses: Prose Pieces, 1953–1976 (1976)
- The Catbird's Song: Prose Pieces, 1963–1995 (1997)

### Műfordítások
Molière művek
- The Misanthrope (Le Misanthrope) (1955/1666, A mizantróp)
- Tartuffe (Tartuffe, ou l'Imposteur) (1963/1664, Tartuffe)
- The Schoold for Wives (L'École des femmes) (1971/1662, Nők iskolája)
- The Learned Ladies (Les Femmes savantes) (1978/1672, Tudós nők)
- The School for Husbands (L'École des maris) (1992/1661, Férjek iskolája)
- The Imaginary Cuckold (Sganarelle ou le Cocu imaginaire) (1993/1660, Sganarelle vagy a képzelt szarvak)
- Amphitryon (1995/1668)
- The Bungler (L'Étourdi ou les Contretemps) (2000/1655, A szeleburdi)
- Don Juan (Dom Juan, ou le Festin de pierre) (2001/1665, Don Juan, avagy a kőszobor lakomája)
- Lovers' Quarrels (Le Dépit amoureux) (2009/1656)

Jean Racine művek
- Andromache (Andromaque) (1982/1667)
- Phaedra (Phèdre) (1986/1677, Phaedra)
- The Suitors (Les Plaideurs) (2001/1668, A pereskedők)

Pierre Corneille művek
- The Theatre of Illusion (L'Illusion Comique) (2007/1636, A pereskedők)
- Le Cid (2009/1636, Cid)
- The Liar (Le Menteur) (2009/1643, A hazug)

## Magyarul
- Candide, avagy Az optimizmus. Musical. A tervező példánya; zene Leonard Bernstein, színpadra alkalmazta Hugh Wheeler, versek Richard Wilbur, Stephen Sondheim, John Latouche, ford. Ungvári Tamás, versford. Bródy János, díszlet és jelmez Húros Annamária, rend. Kerényi Imre; Szigligeti Színház–Verseghy Ferenc Megyei Könyvtár, Szolnok, 1979 (A Szolnoki Szigligeti Színház műsora)

## Díjai
- Pulitzer-díj (Pulitzer Prize for Poetry) (1957, 1989)
- Bollingen-díj (1971)
- Laurence Olivier-díj (1988)
- Művészetek és Irodalmak Amerikai Akadémiájának Aranymedálja (1991)
- Frost-medál (1996)
- Ruth Lilly költészeti díj (2006)